# Eli Lehmann
Eli Lehmann (30. juni 1902 i Frederiksberg – 28. juni 1959) var en dansk skuespiller.
Lehmann medvirkede bl.a. i stumfilmen Filmens helte (1928) en Fy og Bi-film af Lau Lauritzen Sr. og i Det Ny Teaters opførelse af operetten "Mr. Cinders" i 1932, samme år var hun med i Sommerrevyen (Co-optimistrevyen) 1932 på Aveny Teatret.
Lehmann var gift med den islandske læge og fodboldspiller Samuel Thorsteinsson.